# Cephalozia crassiflora
Cephalozia crassiflora là một loài rêu trong họ Cephaloziaceae. Loài này được Spruce mô tả khoa học đầu tiên năm 1882.